# Phoenix Park Hotel
Pour les articles homonymes, voir Phoenix.
Le Phoenix Park Hotel est un hôtel américain situé à Washington. Installé dans un bâtiment construit en 1922, cet établissement est membre des Historic Hotels of America depuis 2002 et des Historic Hotels Worldwide depuis 2018.